# Cassandra Steen

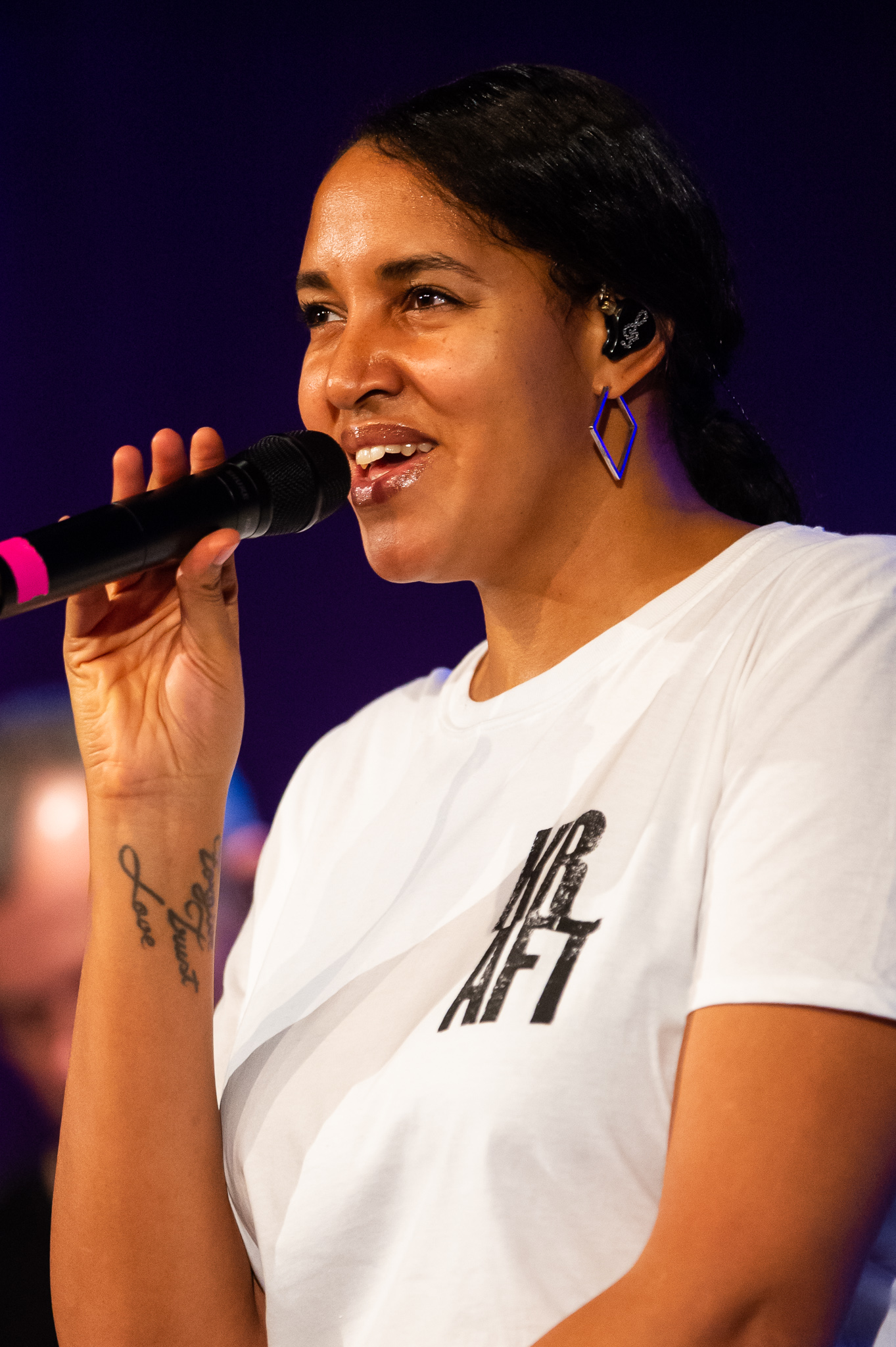
Cassandra Steen (2019)

Cassandra Steen (* 9. Februar 1980 in Ostfildern-Ruit) ist eine in Deutschland lebende US-amerikanische Pop- und R&B-Sängerin. Sie ist Mitglied der Musikgruppe Glashaus. Als Solokünstlerin veröffentlichte sie bisher vier Studioalben. Bekannt wurde sie insbesondere durch ihre Teilnahme am Bundesvision Song Contest 2009 mit dem Lied Darum leben wir. Ein weiterer großer Erfolg war Stadt.

## Leben
Cassandra Steens Eltern trennten sich schon vor ihrer Geburt. Ihren Vater, einen US-Soldaten, hat sie nie kennengelernt. Von ihrer Mutter wurde sie in früher Kindheit verlassen, als diese in die USA umzog. Steen wuchs bei ihren Großeltern auf dem US-Armeestützpunkt Nellingen Barracks in der Mitte von Ostfildern auf. Ihr Großvater, ein Afroamerikaner, war GI. Ihre Großmutter war Deutsche und arbeitete für die Bank auf der Militärbasis. Steen wuchs zweisprachig auf; innerhalb der Familie wurde ausschließlich Englisch gesprochen.
Steen besitzt nach eigenen Angaben mit Stand 2014 ausschließlich die US-amerikanische Staatsbürgerschaft. Sie war seit Dezember 2013 mit ihrem Manager Stéphan Kocijan verheiratet. 2020 erfolgte die Trennung.

## Karriere
Bekannt wurde Cassandra Steen im Alter von 17 Jahren als Duettpartnerin von Freundeskreis auf dem Album Quadratur des Kreises. Zahlreiche Festival- und Open-Air-Auftritte mit der Band folgten, ehe sie 1998 von Booya Music als Solokünstlerin unter Vertrag genommen wurde. Zwei Jahre später wurde 3P-Labelchef Moses Pelham über ein Demo-Tape auf die Sängerin aufmerksam und schloss nach ersten gemeinsamen Aufnahmen im Studio einen Vertrag mit ihr ab.

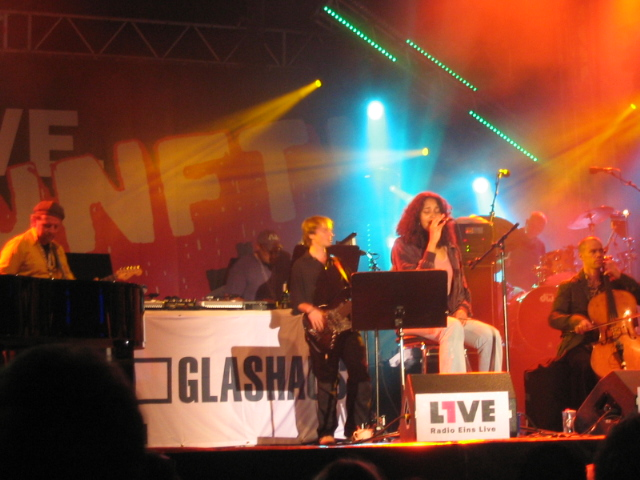
Cassandra Steen, damals noch als Sängerin der deutschen Soulband Glashaus, 2005 beim Kölner Ringfest

Kurz nach Vertragsunterzeichnung machte sie sich als Leadsängerin des Trios Glashaus einen Namen. Aus der Zusammenarbeit mit Pelham und Martin Haas resultierte neben drei kommerziell erfolgreichen Alben 2003 auch eine Soloveröffentlichung unter dem Titel Seele mit Herz. Des Weiteren war sie als Background- und Chorusstimme Label-Kollegen wie Illmatic und Sabrina Setlur behilflich.
Seit 2003 ist Cassandra Steen auch außerhalb von 3P als Feature auf Neuerscheinungen von anderen Interpreten wie Azad, J-Luv, W4C, Melbeatz, Freundeskreis, Curse, Tone, Bushido und Xavier Naidoo zu hören. In Zusammenarbeit mit Bushido entstand 2005 die Singleauskopplung Hoffnung stirbt zuletzt.
Anfang 2009 veröffentlichte Cassandra Steen ein Soloalbum mit dem Titel Darum leben wir. Mit der ersten und gleichnamigen Singleauskopplung vertrat sie ihr Bundesland Baden-Württemberg beim Bundesvision Song Contest 2009 in Potsdam und belegte den vierten Platz. Die Single Darum leben wir wurde am 30. Januar 2009 veröffentlicht. Im Sommer 2009 platzierte sich die gemeinsam mit Adel Tawil aufgenommene Single Stadt bis auf Platz 2 der Deutschen Charts und erlangte Platinstatus. Für die deutsche Fassung des Disney-Films Küss den Frosch synchronisierte sie die Titelrolle der Tiana und sang gemeinsam mit dem US-amerikanischen R’n’B-Sänger Ne-Yo den Song Never Knew I Needed. Dieser schaffte es auf Platz 64 der deutschen Single-Charts, in Portugal konnte der Titel Platz 15 erreichen.
2011 veröffentlichte sie mit Mir so nah ihr drittes Soloalbum. Für die erste Single-Auskopplung Gebt alles arbeitete sie erneut mit Adel Tawil zusammen.
Bei der KiKA-Casting-Show Dein Song übernahm Cassandra Steen 2014 zum zweiten Mal eine Musikpatenschaft, nachdem sie bereits 2009 dabei war. Gemeinsam mit Vincent Ott sang sie im Finale am 4. April das Lied Shades & Shadows. Im Televoting verloren sie aber gegen DJ BoBo und dessen Schützling Pier Luca Abel.
Ende 2016 stieg sie wieder in die Band Glashaus ein und veröffentlichte mit dieser nach zwölf Jahren das Album Kraft. 2017 unterstützte sie Moses Pelham bei der Musiksendung Sing meinen Song – Das Tauschkonzert bei einigen Songs.
Sie belegte in der vierten Staffel der ProSieben-Sendung The Masked Singer im Kostüm einer Leopardin den zweiten Platz. 2021 war sie Moderatorin in der 19. Ausgabe der Spieleshow Joko & Klaas gegen ProSieben.

## Engagement
- Steen ist Botschafterin für die Tierrechtsorganisation PETA und nahm im Mai 2011 an der Anti-Pelz-Kampagne Meine Stimme gegen Pelz teil.[7]
- Seit November 2011 ist Steen eine der deutschen Botschafterinnen der UN-Dekade Biologische Vielfalt.[8]

## Diskografie
Studioalben

| Jahr | Titel Musiklabel                     | Höchstplatzierung, Gesamtwochen, AuszeichnungChartplatzierungen (Jahr, Titel, Musiklabel, Platzierungen, Wochen, Auszeichnungen, Anmerkungen) | Höchstplatzierung, Gesamtwochen, AuszeichnungChartplatzierungen (Jahr, Titel, Musiklabel, Platzierungen, Wochen, Auszeichnungen, Anmerkungen) | Höchstplatzierung, Gesamtwochen, AuszeichnungChartplatzierungen (Jahr, Titel, Musiklabel, Platzierungen, Wochen, Auszeichnungen, Anmerkungen) | Anmerkungen                                                |
| Jahr | Titel Musiklabel                     | DE | AT | CH | Anmerkungen                                                |
| ---- | ------------------------------------ | --- | --- | --- | ---------------------------------------------------------- |
| 2003 | Seele mit Herz 3p                    | DE59 (1 Wo.)DE | — | — | Erstveröffentlichung: 4. August 2003                       |
| 2009 | Darum leben wir Universal Music      | DE10 Gold · (36 Wo.)DE | AT65 (2 Wo.)AT | — | Erstveröffentlichung: 20. Februar 2009 Verkäufe: + 100.000 |
| 2011 | Mir so nah Universal Music           | DE5 (11 Wo.)DE | AT47 (1 Wo.)AT | CH44 (3 Wo.)CH | Erstveröffentlichung: 29. April 2011                       |
| 2014 | Spiegelbild Island Records / Polydor | DE42 (1 Wo.)DE | — | — | Erstveröffentlichung: 3. Oktober 2014                      |

## Filmografie
- 2005: Anja & Anton
- 2008: Gute Zeiten, schlechte Zeiten
- 2009: Küss den Frosch (Synchronisation)
- 2010: SOKO Köln
- 2015: Alles was zählt
- 2019: Manou – flieg’ flink! (Kalifa, Stimme)
- 2023: Rote Rosen (Gastrolle für 4 Folgen, ab Folge 3827)

## Auszeichnungen

### Erhaltene Auszeichnungen
ECHO Pop
- 2011: „Künstlerin national“

Hiphop.de Awards
- 2009: „Beste/r Sänger/in national“[9]

### Nominierungen
Comet
- 2008: „Bester Newcomer“
- 2008: „Bester Song (Gotta Go My Own Way)“
- 2009: „Beste Künstlerin“
- 2009: „Hit des Jahres (Seasons Change)“
- 2011: „Beste Künstlerin“

1 Live Krone
- 2008: „Bester Song (Gotta Go My Own Way)“
- 2009: „Beste Künstlerin“

Hiphop.de Awards
- 2010: „Bester Gesangs-Soloact National“[10]
- 2011: „Bester Gesangs-Soloact National“[11]

MTV Europe Music Awards
- 2009: „Best German Act“